# Serie 78xx

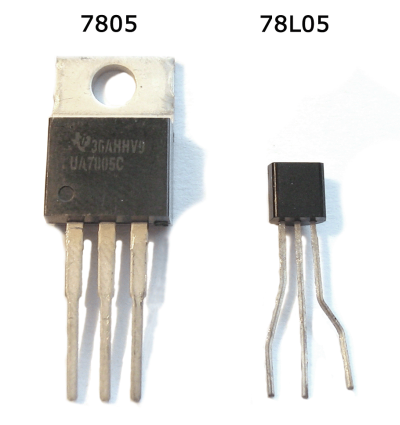
7805 nei contenitori TO-220 e TO-92

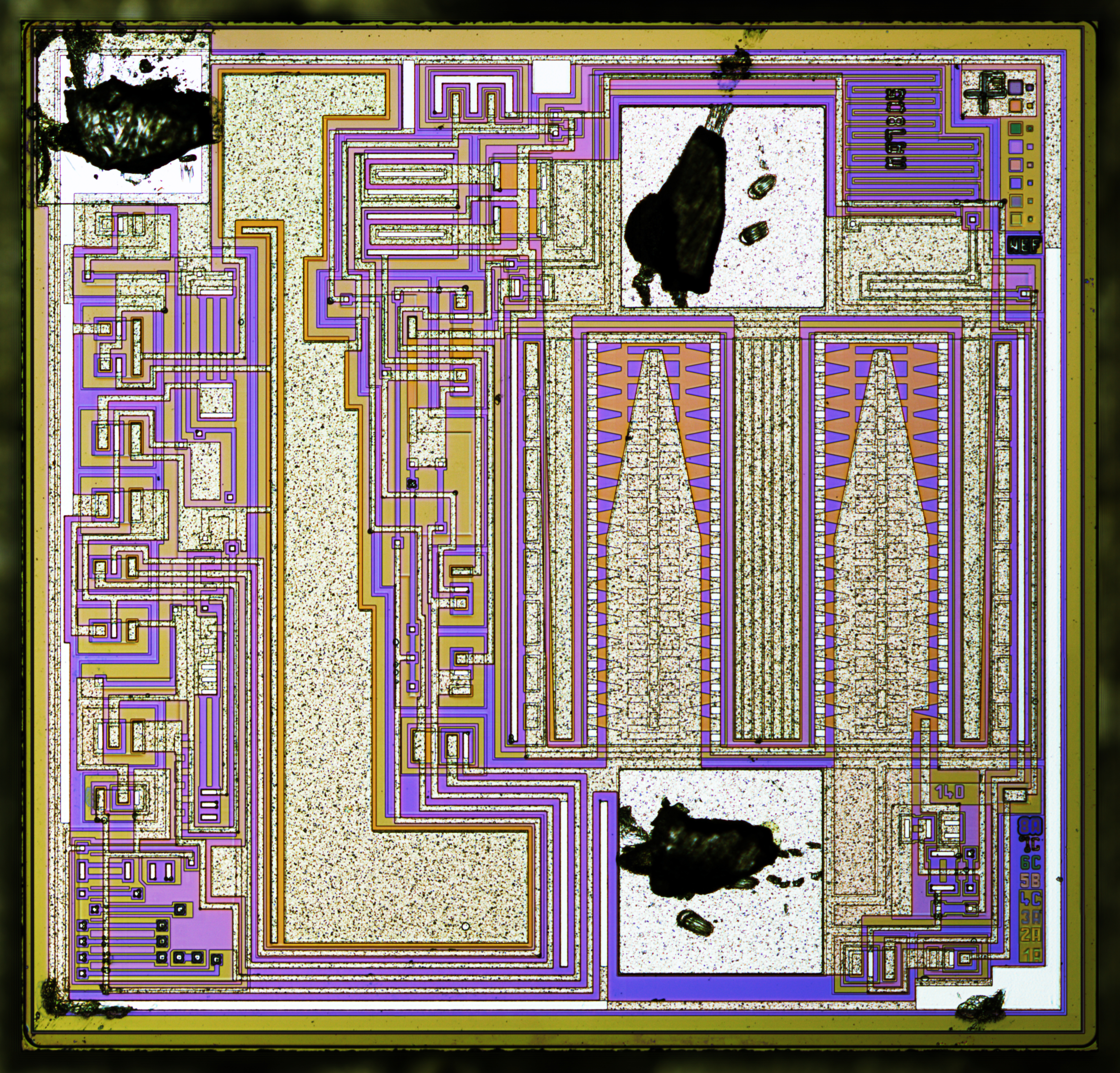
Il die interno di un Tesla MA7805

La serie 78xx (a volte L78xx, LM78xx, MC78xx) è una famiglia di circuiti integrati per la regolazione di tensione lineare a tensioni fisse. La famiglia 78xx è comunemente utilizzata nei circuiti elettronici che richiedono un'alimentazione regolata grazie alla loro facilità d'uso e al basso costo.

## Nomenclatura e packaging
Per i circuiti integrati della famiglia 78xx, xx viene sostituito da due cifre, che indicano la tensione di uscita (ad esempio, il 7805 ha un'uscita a 5 volt, mentre il 7812 produce 12 volt). La serie 78xx costituisce regolatori di tensione positivi: producono una tensione positiva rispetto a una massa comune. Esiste la serie correlata di 79xx che sono regolatori di tensione negativi complementari. I circuiti integrati 78xx e 79xx possono essere utilizzati in combinazione per fornire tensioni di alimentazione positive e negative nello stesso circuito.

I circuiti integrati 78xx hanno tre terminali e si trovano comunemente nel package TO-220, sebbene siano disponibili in componenti a montaggio superficiale, TO-92 e TO-3. Questi dispositivi supportano una qualsiasi tensione di ingresso da circa 2,5 volt oltre la tensione di uscita prevista fino a un massimo di 35-40 volt a seconda del modello e in genere forniscono 1 o 1,5 ampere di corrente (sebbene i contenitori più piccoli o più grandi possano avere una corrente nominale inferiore o superiore).

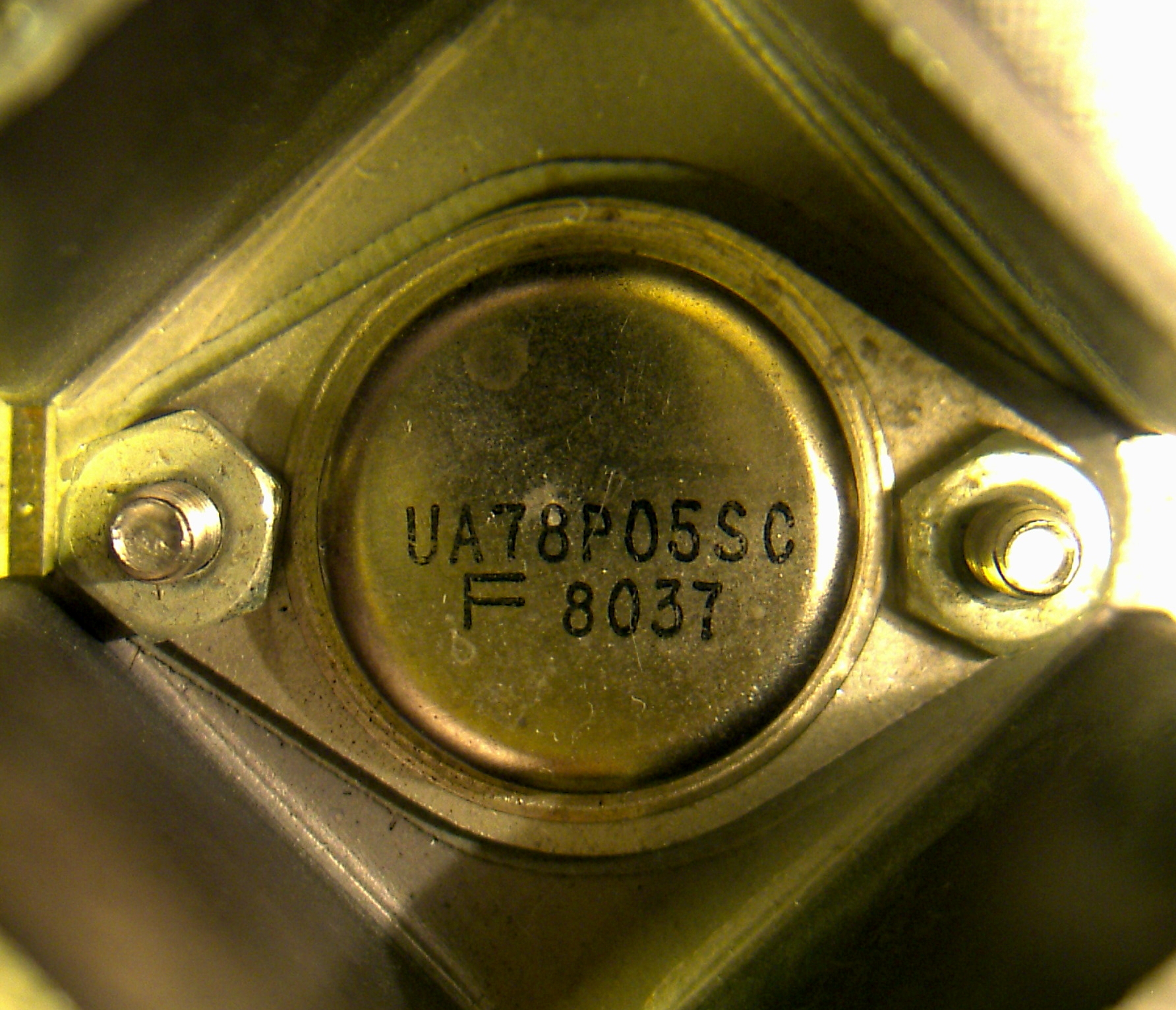
uA78P05 in un contenitore TO-3 montato su un dissipatore di calore
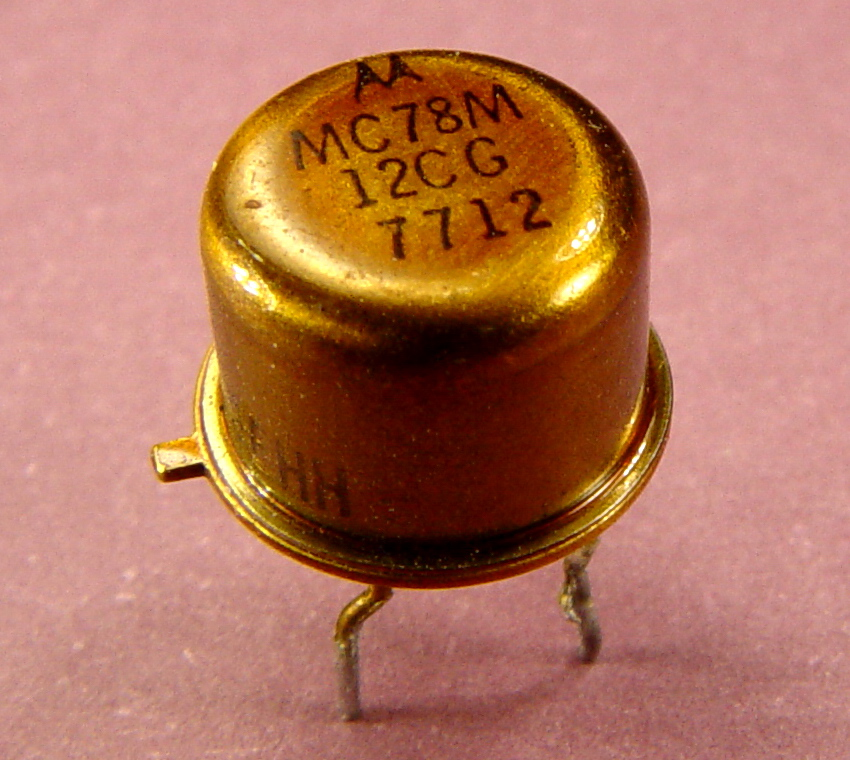
MC78M12CG in un contenitore TO-39
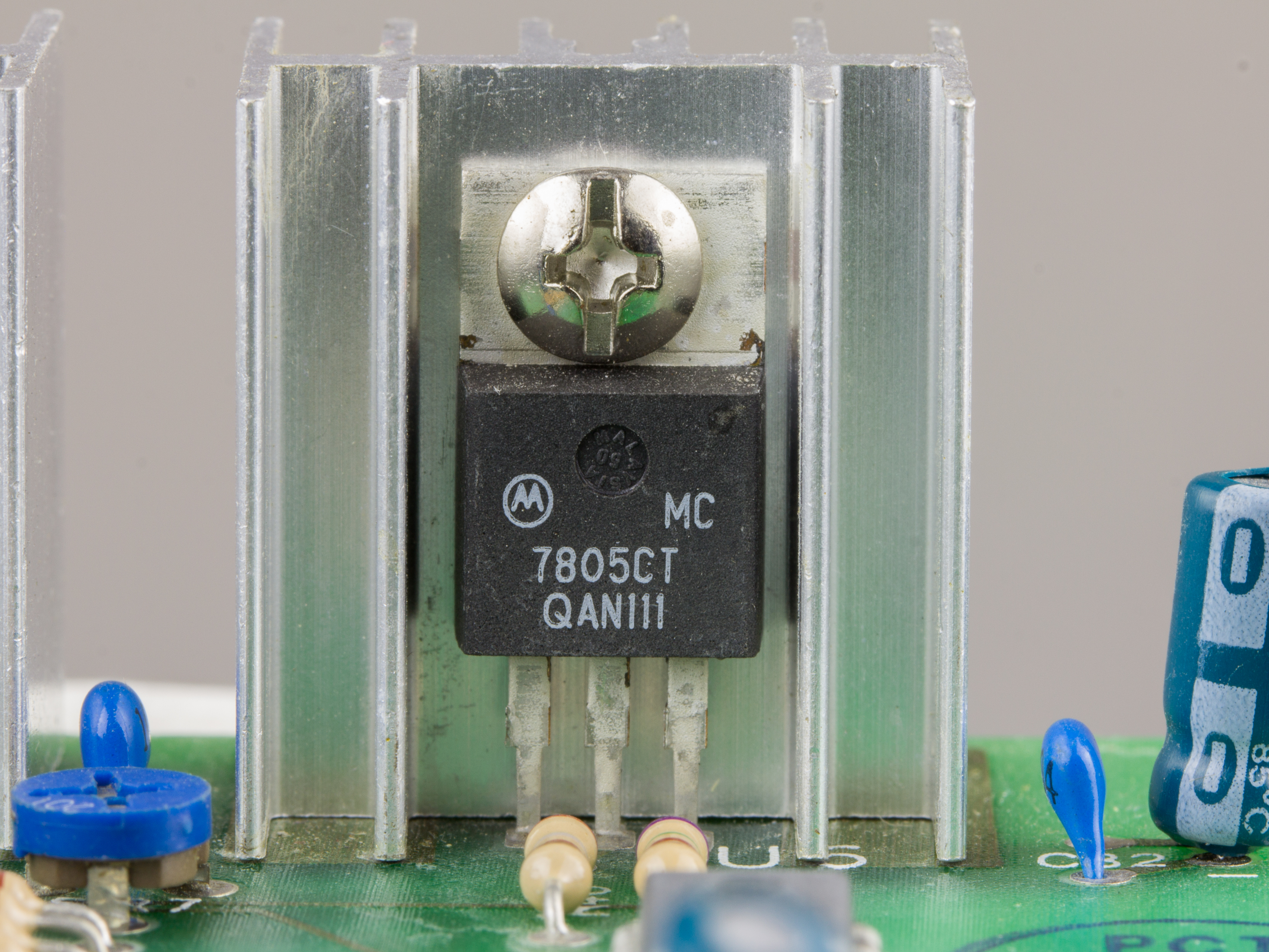
MC7805CT in un contenitore TO-220 montato su un dissipatore di calore
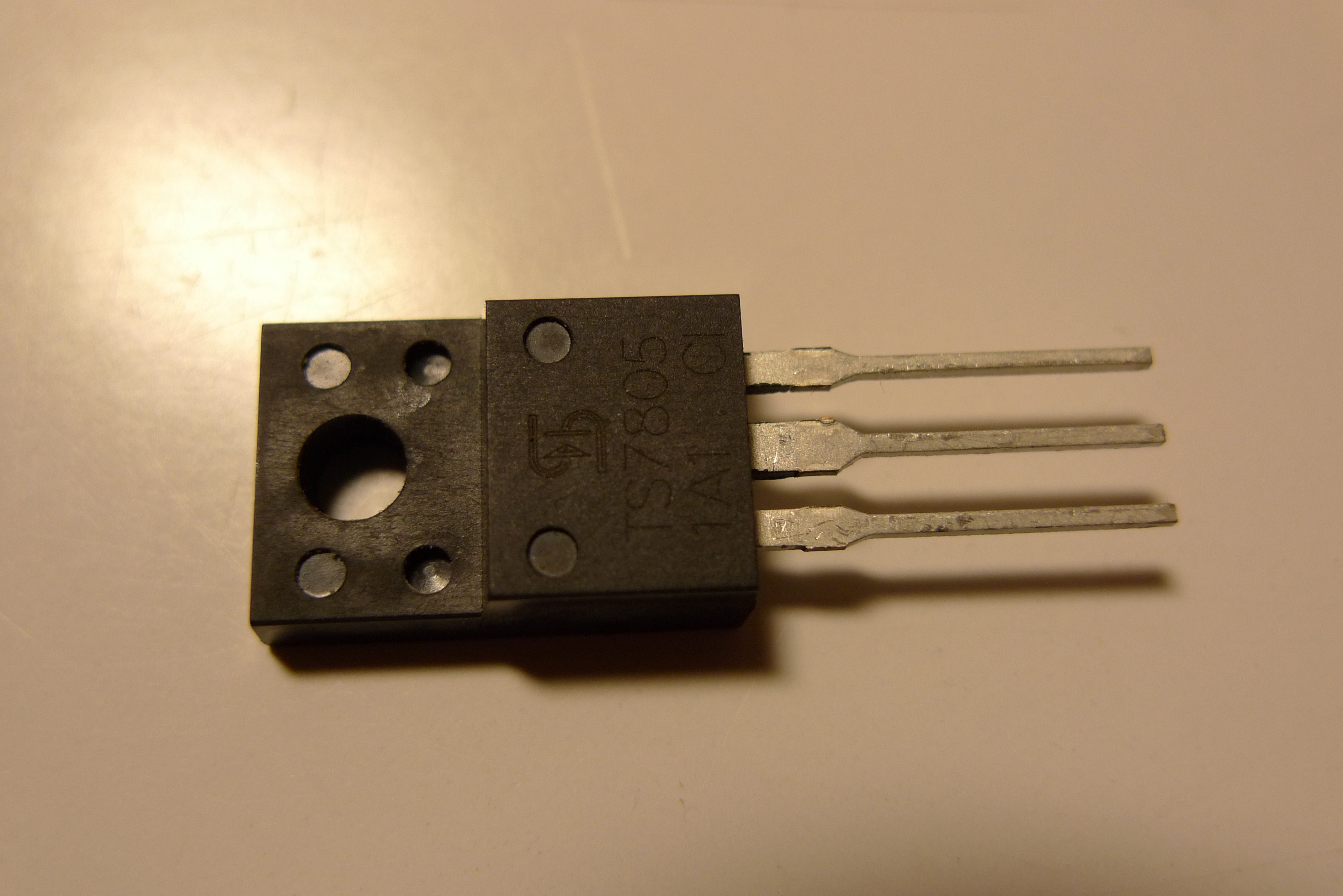
TS7805 in un contenitore a foro passante TO-220 elettricamente isolato
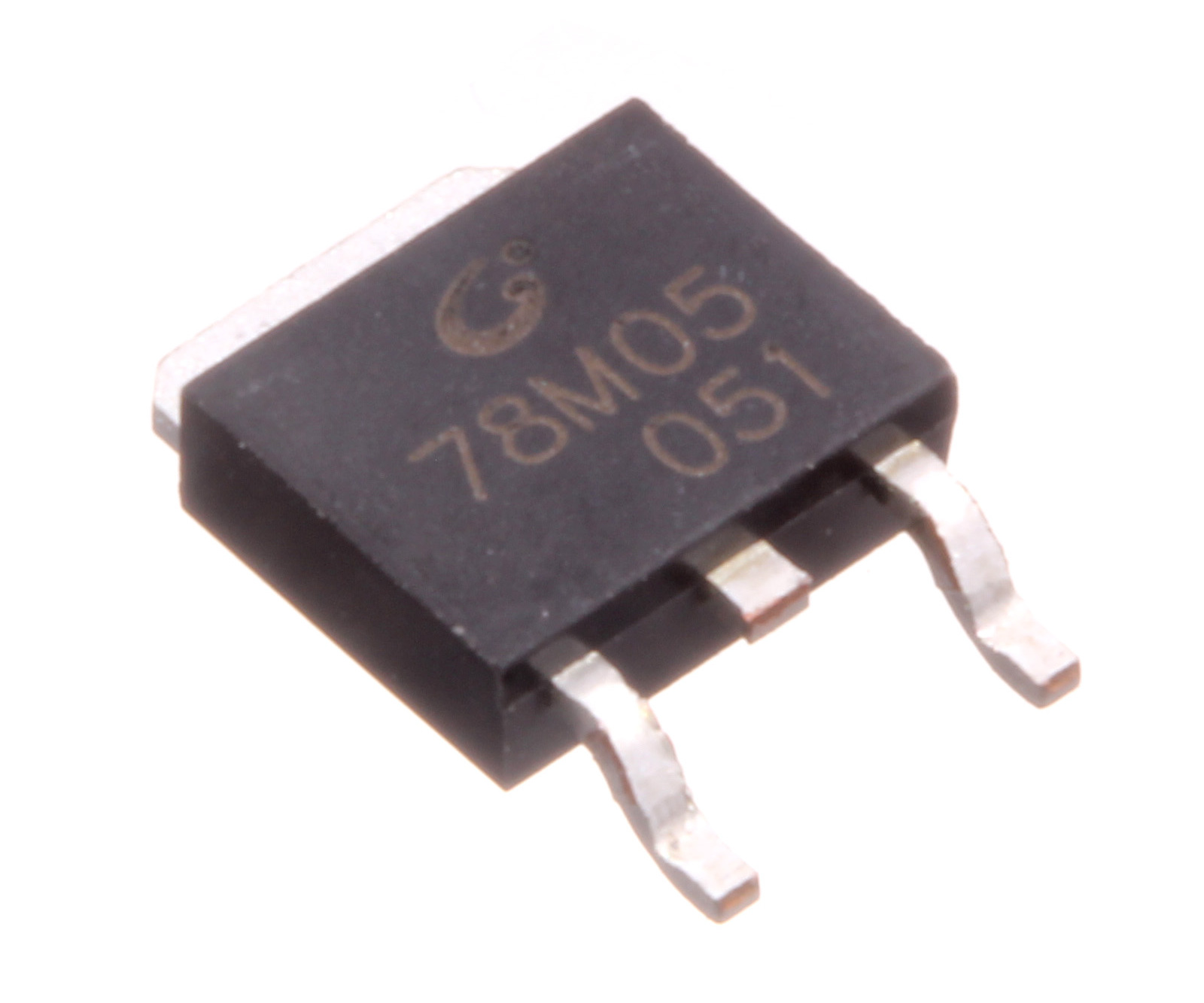
78M05 in un contenitore a montaggio superficiale TO-252 (DPAK)
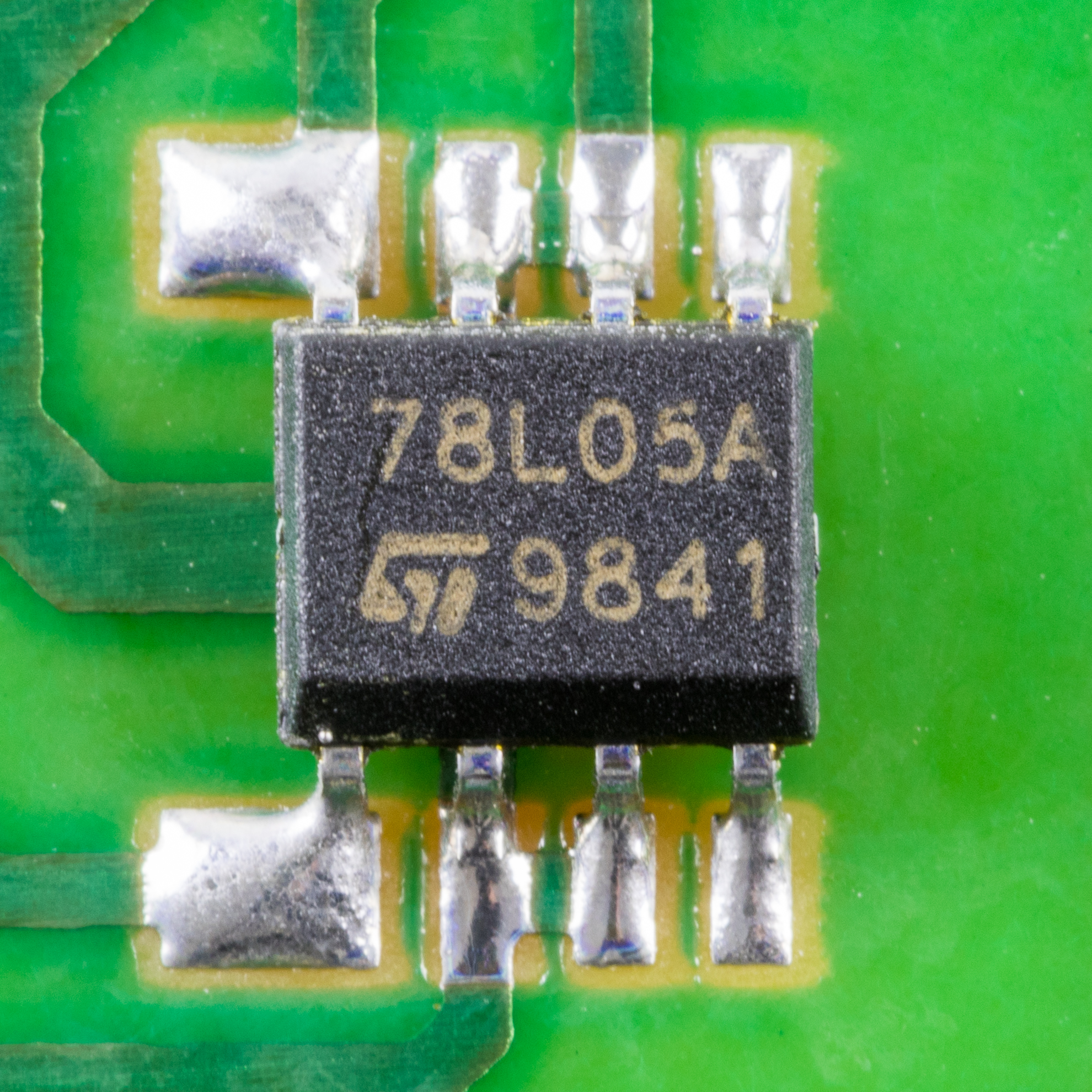
STMicroelectronics 78L05A in un contenitore SO-8 a montaggio superficiale

## Membri della serie

Circuito di applicazione tipico per un semplice alimentatore, che mostra trasformatore, raddrizzatore a ponte, regolatore 78xx e condensatori di filtro

### 78xx
Esistono configurazioni comuni per i circuiti integrati 78xx, incluso 7805 (5 V), 7806 (6 V), 7808 (8 V), 7809 (9 V), 7810 (10 V), 7812 (12 V), 7815 (15 V), 7818 (18 V) e 7824 (24 V) versioni. Il 7805 è il più comune, poiché la sua alimentazione regolata a 5 volt fornisce una comoda fonte di alimentazione per la maggior parte dei componenti TTL.
Meno comuni sono le versioni a bassa potenza come la serie LM78Mxx (500 mA) e serie LM78Lxx (100 mA) da National Semiconductor. Alcuni dispositivi forniscono voltaggi leggermente diversi dal solito, come l'LM78L62 (6,2 volt) e LM78L82 (8,2 volt) e STMicroelectronics L78L33ACZ (3,3 volt).
Il 7805 è stato utilizzato in alcuni alimentatori ATX per l'uscita +5VSB (+5 V standby).

### 79xx
I dispositivi 79xx hanno uno schema simile "numero componente" e "uscita tensione", ma le loro uscite sono di tensione negativa, ad esempio il 7905 è -5 V e il 7912 è −12 v.
Il 7905 e/o il 7912 erano popolari in molti vecchi modelli di alimentatori ATX, e alcuni alimentatori ATX più recenti potrebbero avere un 7912.

### Dispositivi non correlati
L'LM78S40 della Fairchild non fa parte della famiglia 78xx e non utilizza lo stesso design. È un componente nei progetti di regolatori a commutazione e non è un regolatore lineare come altri dispositivi 78xx. Il 7803SR di Datel è un modulo di alimentazione a commutazione completo (progettato come sostituto drop-in per i chip 78xx) e non un regolatore lineare come i circuiti integrati 78xx.

## Vantaggi
- Sebbene siano generalmente necessari condensatori esterni, i circuiti integrati serie 78xx non richiedono componenti aggiuntivi per impostare la tensione di uscita.[6][7] I modelli di alimentazione con i 78xx sono semplici rispetto ai progetti di alimentazione a commutazione.[8]
- I circuiti integrati della serie 78xx hanno una protezione integrata contro un circuito che assorbe troppa corrente. Hanno una protezione contro il surriscaldamento e i cortocircuiti, che li rende robusti nella maggior parte delle applicazioni.[9]

## Svantaggi
- La tensione di ingresso deve essere sempre superiore alla tensione di uscita di una quantità minima (tipicamente 2,5 volt). Ciò può rendere questi dispositivi inadatti ad alimentare alcuni dispositivi da determinati tipi di fonti di alimentazione (ad esempio, alimentare un circuito che richiede 5 volt con batterie da 6 volt non funzioneranno con un 7805).[10] Per tensioni di ingresso più vicine alla tensione di uscita, è possibile utilizzare invece un regolatore a bassa caduta di tensione (LDO) compatibile con la stessa piedinatura.
- Poiché si basano su un design del regolatore lineare, la corrente di ingresso richiesta è sempre la stessa della corrente di uscita. Poiché la tensione di ingresso deve essere sempre superiore alla tensione di uscita, ciò significa che la potenza totale (tensione moltiplicata per la corrente) che entra nel 78xx sarà maggiore della potenza di uscita fornita. La differenza viene dissipata sotto forma di calore. Ciò significa che per alcune applicazioni deve essere previsto un adeguato dissipatore di calore, poiché una parte (spesso consistente) della potenza in ingresso viene sprecata durante il processo, rendendo l'integrato meno efficiente rispetto ad altri tipi di alimentatori. Quando la tensione di ingresso è significativamente superiore alla tensione di uscita regolata (ad esempio, alimentando un 7805 utilizzando un 24 tensione di alimentazione), questa inefficienza può essere un problema significativo.[11] I convertitori buck sono la scelta preferita rispetto ai regolatori 78xx perché sono più efficienti e non richiedono dissipatori di calore, anche se potrebbero essere più costosi.